# Jesús a la premsa de vi
Jesús a la premsa de vi és un motiu freqüent en l'art cristià de la baixa edat mitjana, on es representa a Jesús trepitjant raïm a una premsa de vi. El seu significat varia segons l'obra artística, ja que el motiu va anar afegint simbolismes. Apareix amb més freqüència a les regions vinícoles del centre i nord-oest d'Europa. Destaca per ser un motiu compartit per catòlics i protestants durant l'edat moderna.

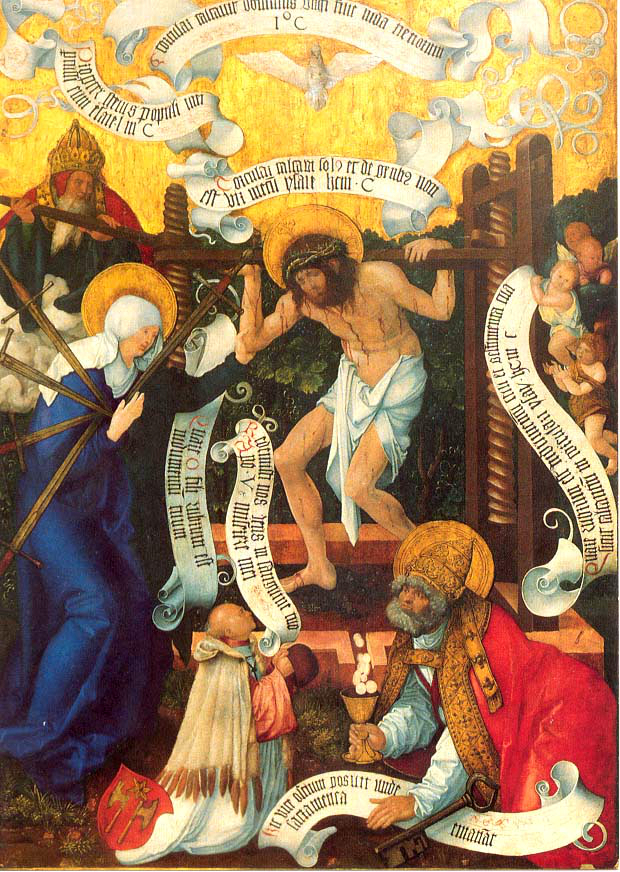
Exemple de representació del motiu de Jesús a la premsa de vi

D'una part, el vi és un clar paral·lel de la sang, com al Sant Sopar, on ell mateix es va transformar en vi. El pas previ de la premsa, doncs, seria una al·legoria eucarística. Un passatge del llibre d'Isaïes (Is 63) s'ha considerat una prefiguració d'aquesta metàfora. En ell apareix Déu com un home amb el vestit tacat de sang i li pregunten si s'ha embrutat fent vi. Ell respon que amb esforç ha esclafat els enemics com a la premsa, tot sol. El moment indica la solitud de Crist després del Sant Sopar, on va ser abandonat pels seus deixebles i entregat fins a vessar la seva sang, però al mateix temps el poder de vèncer sobre els enemics, aixafant-los com raïm. En algunes representacions fins i tot apareixen de costat Isaïes i Jesús per il·lustrar la relació del passatge amb els fragments del Nou Testament. La túnica tacada havia aparegut ja al Gènesi.
D'altra part, quan la premsa es representa amb pals i politges a la part superior simbolitza la creu. Jesús ha de carregar la creu camí de la seva crucifixió i apareix mig doblegat per aquest pes. Igualment a la premsa se'l mostra amb patiment i fustes feixugues que ha de bellugar en solitari. La premsa per tant esdevé un instrument del sofriment de Jesús, anàleg al dolor de la seva mare com a motiu iconogràfic devocional. En aquest cas les ferides es barregen amb el raïm o fins i tot aquest ha desaparegut deixant només la premsa de fusta.
Per acabar existeix l'associació de Jesús i el "cep veritable" a Jn, 15, on indica que el vinyater és Déu Pare. Les associacions amb el vi i el bon fruit són freqüents a les paràboles de Jesús però en aquest passatge s'indica una equivalència expressa.
La imatge de Jesús a la premsa de vi apareix a pintures, frontals d'altar, vitralls, tapissos però també descrita en obres no visuals, com els sermons o fins i tot la cantata Gott fähret auf mit Jauchzen, BWV 43. A partir de finals de segle xviii deixa de ser una imatge freqüent però reapareix, tanmateix, en l'himne The Battle Hymn of the Republic i altres cançons contemporànies.